# فورد ایکس‌ای فالکن
فورد ایکس‌ای فالکن (Ford XA Falcon) خودرویی است که در سال‌های مارس ۱۹۷۲ تا سپتامبر۱۹۷۳ تولید شده‌است.
طراحی آن خودروهای موتور جلو-محور عقب بوده است. سیستم جعبه‌دندهٔ آن به صورت دستی است.

## نگارخانه

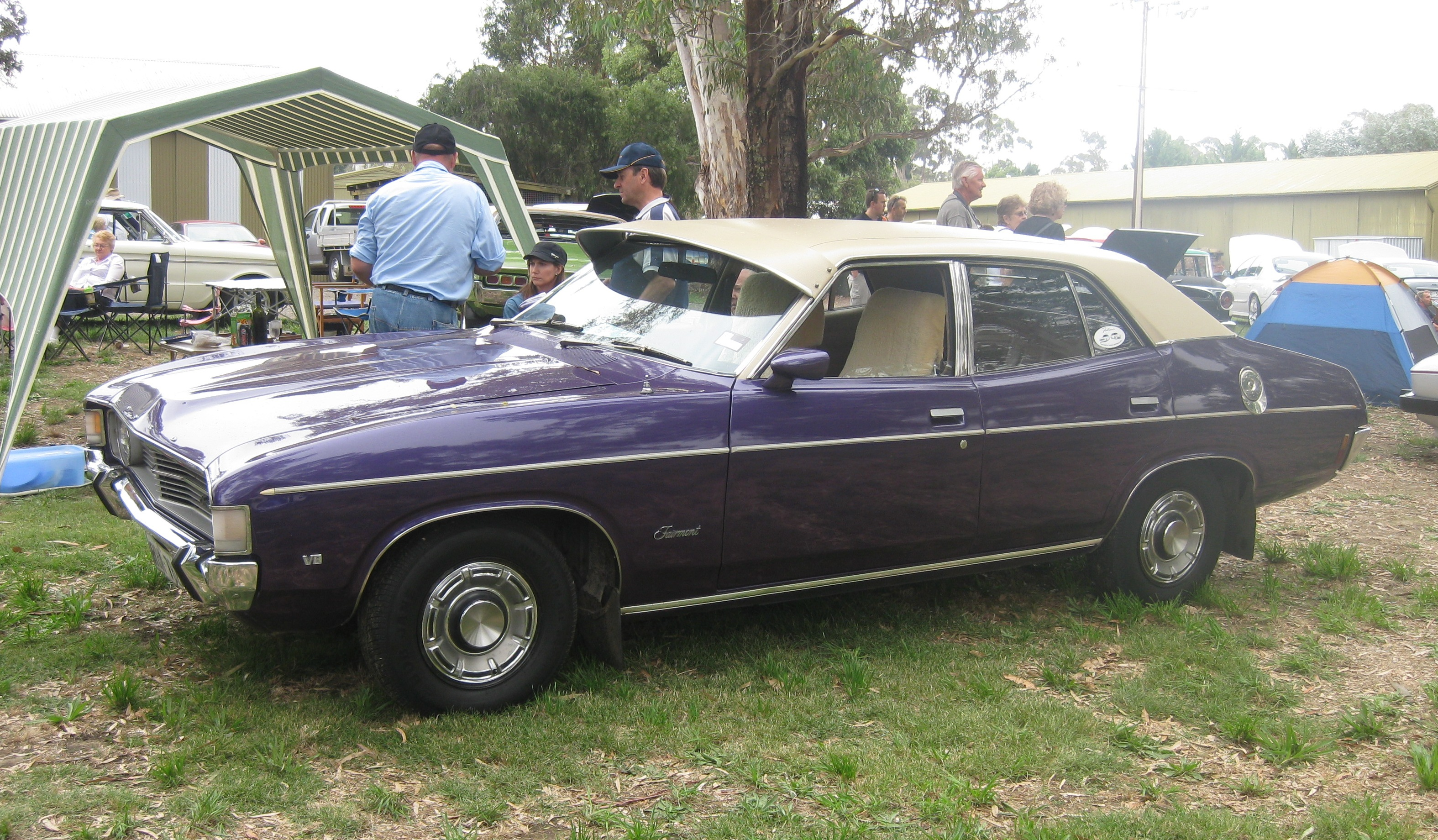
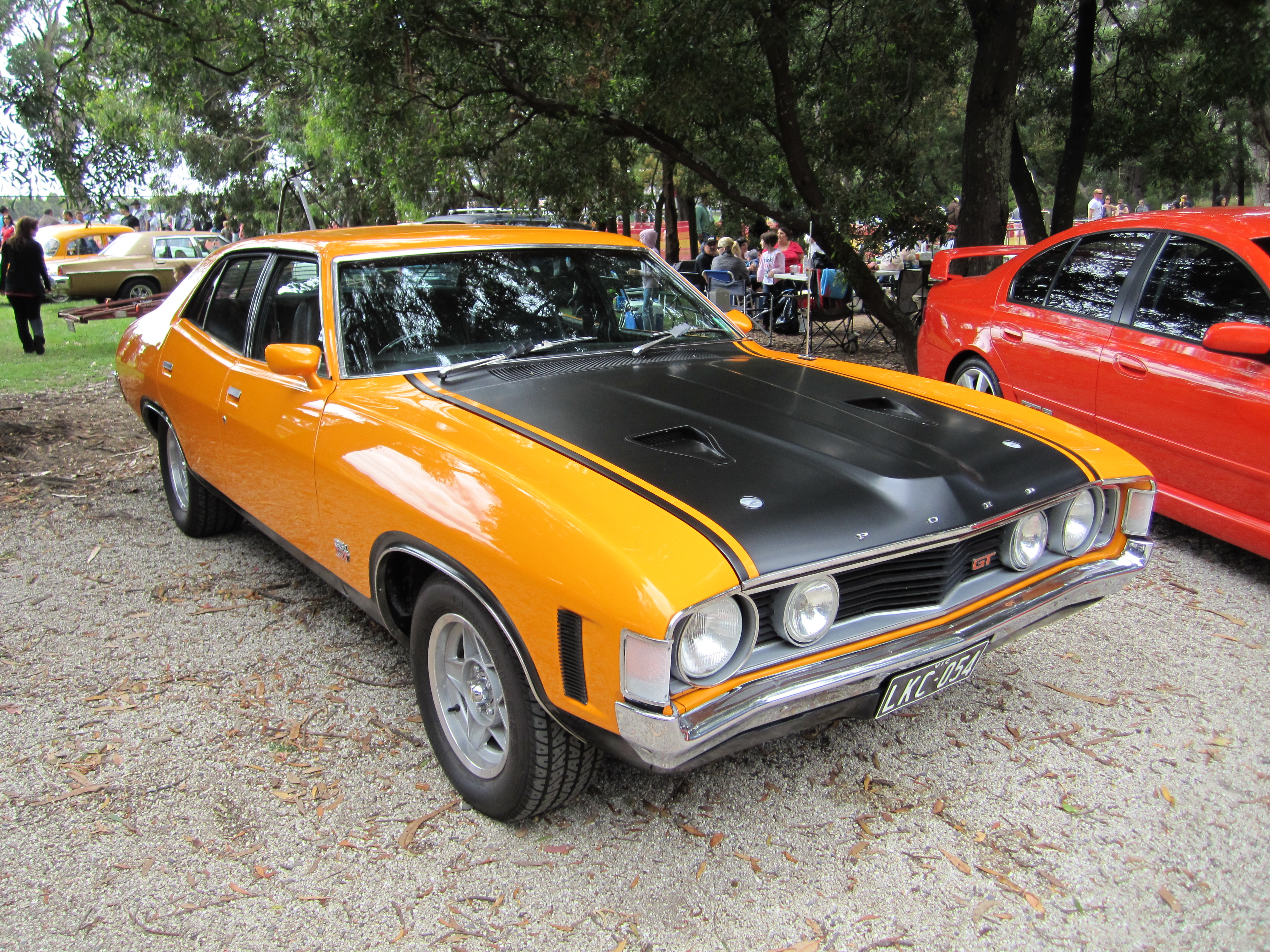
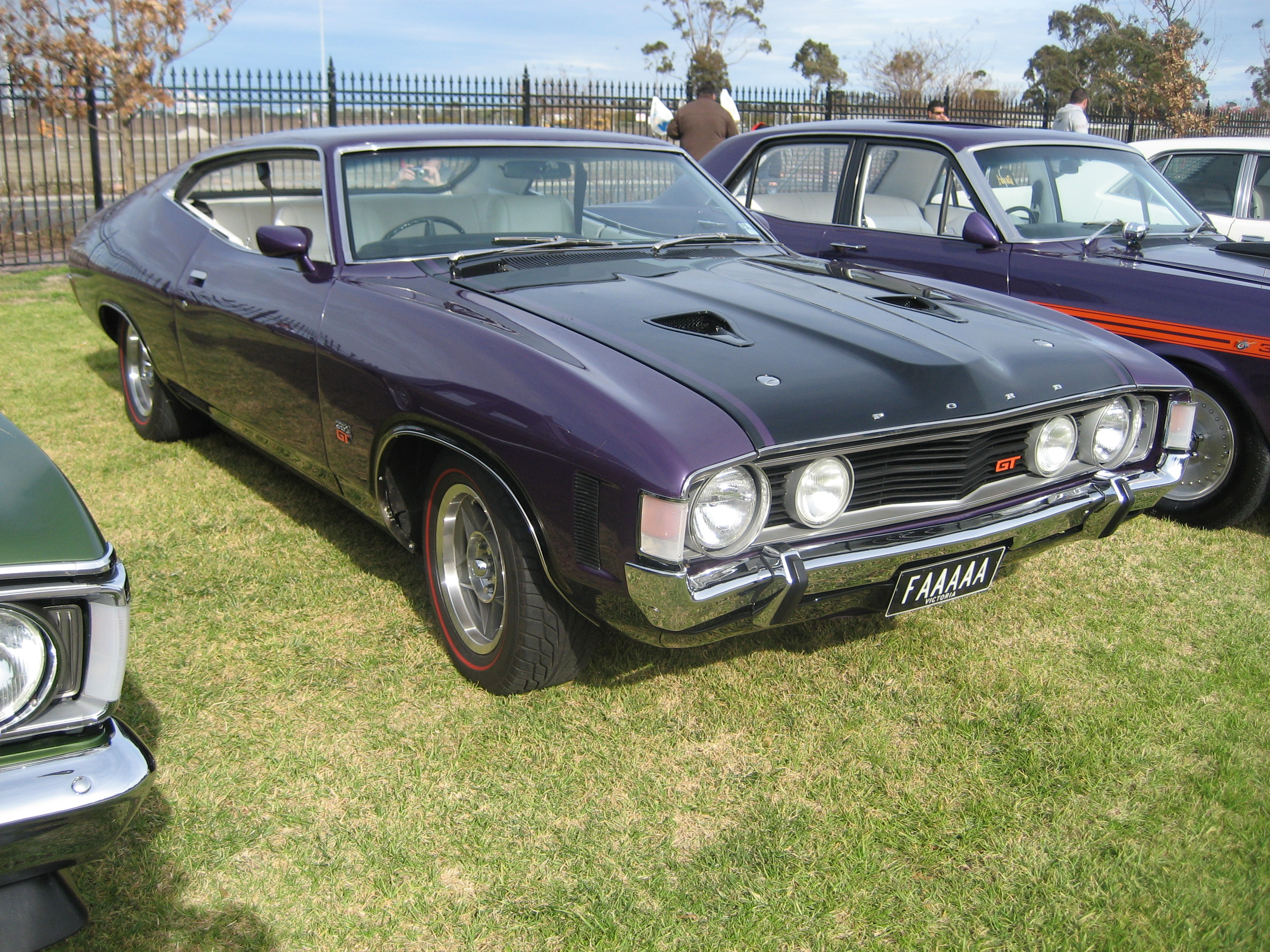
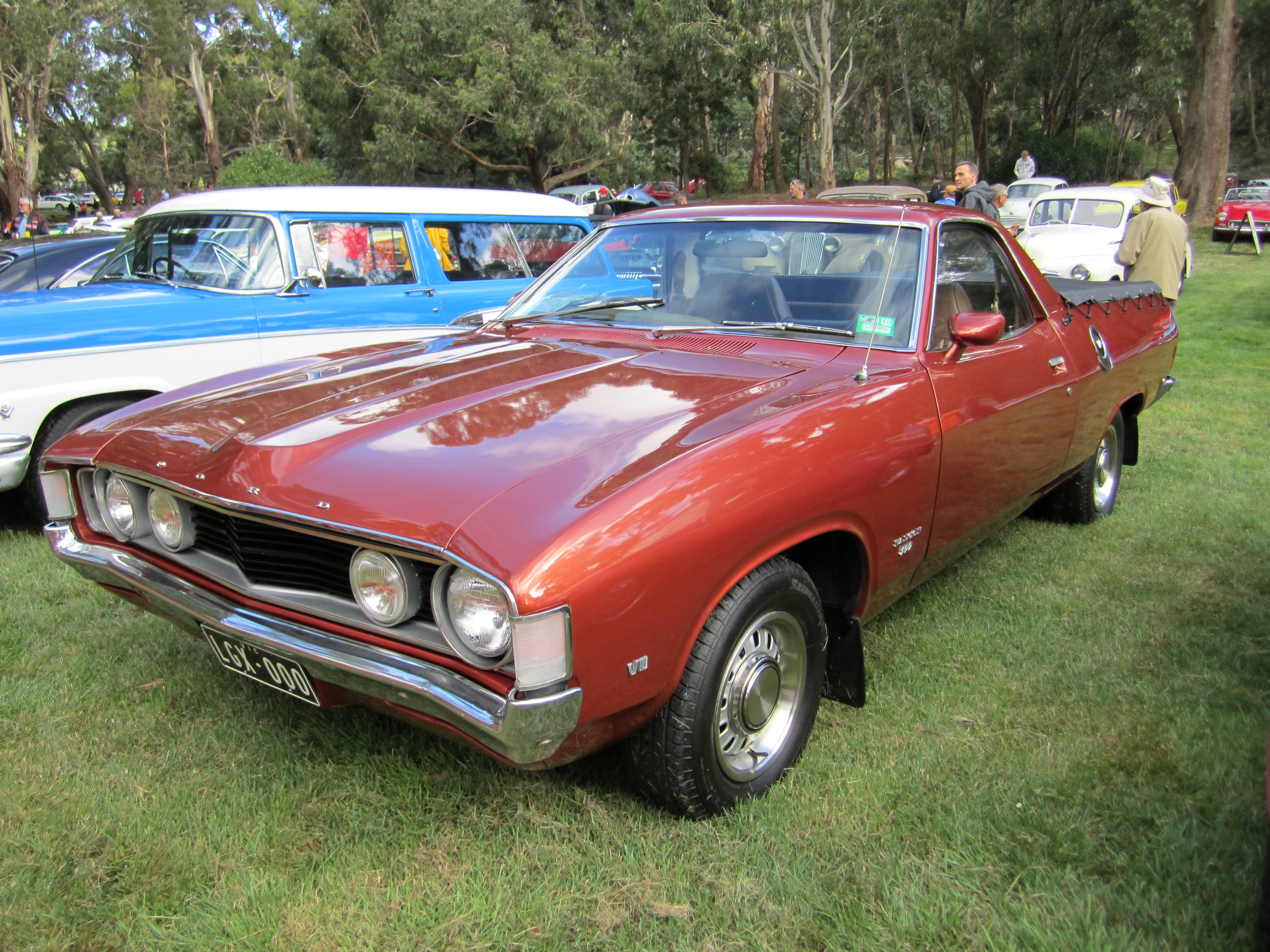
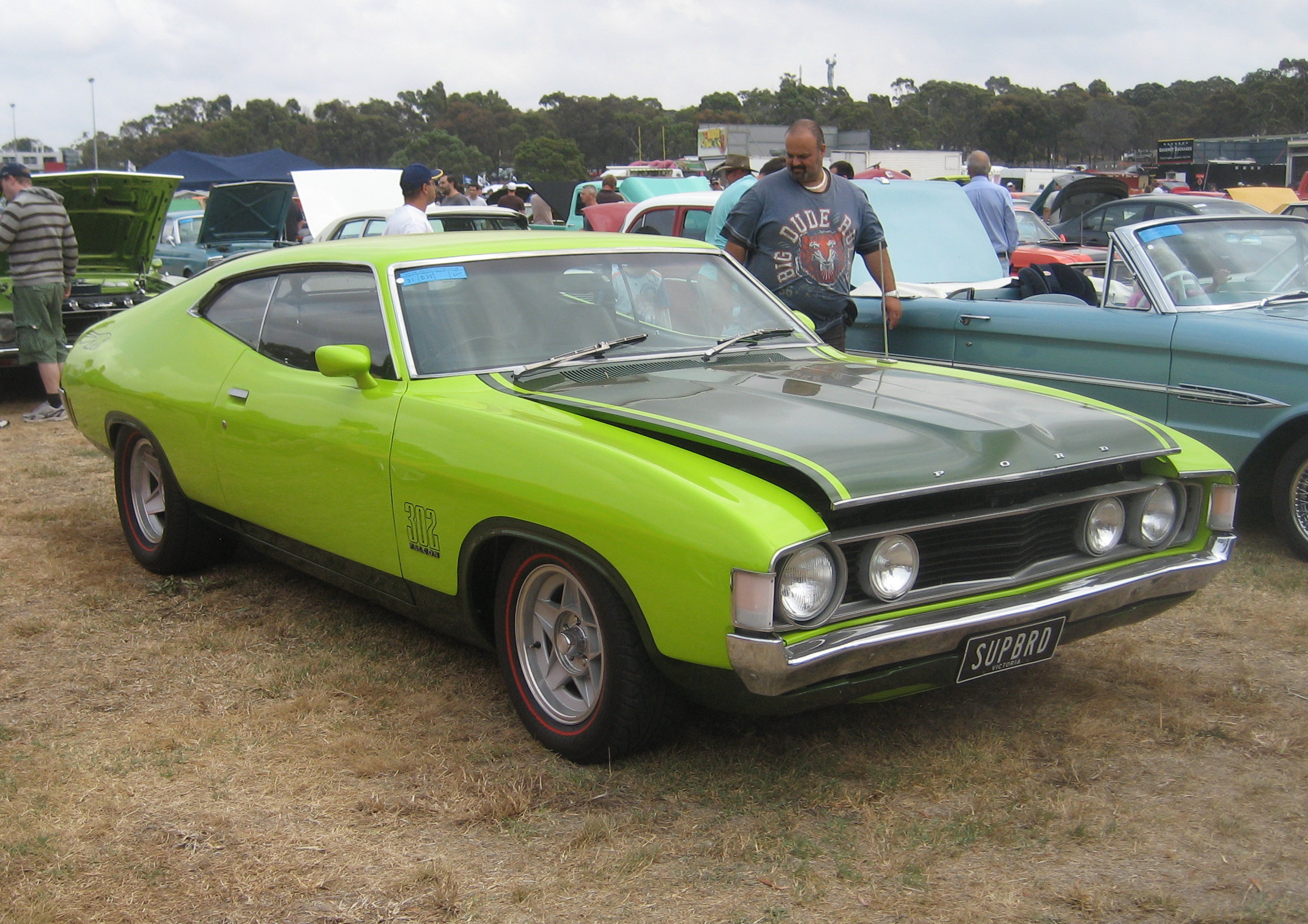